# Bilal El-Bahja
Bilal El-Bahja (ur. 27 marca 1995) – marokański zapaśnik walczący w stylu klasycznym. Brązowy medalista mistrzostw Afryki w 2017, 2019 i 2022. Mistrz arabski w 2015 roku.